# Первоиерарх Московский и всех православных церквей в СССР
«Первоиерарх Московский и всех православных церквей в СССР» — церковный титул, который носили два последних главы обновленчества: митрополит Виталий (Введенский) (1933—1941) и митрополит Александр Введенский (1941—1946).

## Употребление
5 мая 1933 года председателю обновленческого «Священного Синода Православных Церквей в СССР» митрополиту «Московскому и Тульскому» Виталию (Введенскому) был усвоен титул «Первоиерараха православных церквей в СССР». 29 апреля 1935 года, в связи с «самороспуском» обновленческого Священного Синода, митрополит Виталий (Введенский) объявлен единственным главой обновленческой Церкви.
Как писал Анатолий Краснов-Левитин: «По инициативе проф. Зарина (своего секретаря), митрополит Виталий принимает пышный титул „Первоиерарха Московского и всех православных церквей в СССР“. Ему присваивается небывалый титул: „Ваше первосвятительство“, и к его имени прилагается эпитет: „первосвященнейший“. Однако вся эта внешняя помпа не может скрыть той парадоксальной ситуации, в которой очутилось обновленчество. Ярые противники единоличной власти и сторонники „соборного начала“ вынуждены отныне перейти сами к единоличному управлению».
В апреле 1941 года Виталий (Введенский) организовал Высшее церковное управление и возглавил его в ранге председателя. 6 октября 1941 он передал должность первоиерарха и председателя ВЦУ своему заместителю митрополиту Александру Введенскому.
Последний заменил эпитет «первосвященнейший» на «святейший и блаженнейший», что было заимствовано им из титула предстоятеля Грузинской православной церкви. Интересно, что сам Александр Введенский отзывался о своём титуле следующим образом: «Не знаю, не знаю, это новый сан. Поэтому я и сам не знаю своих полномочий. Вероятно, они безграничны». Все обновленческие епископы одобрили этот титул.
4 декабря 1941 года Александр Введенский стал именовать себя первоиерархом-патриархом, но вскоре отказался от такого титула.
После смерти Александра Введенского в 1946 году обновленческий митрополит Крутицкий Филарет (Яценко) провозгласил себя «митрополитом обновленческих церквей в СССР». В 1951 году он скончался, не оставив преемников